# لاوری اینر
لاوری اینر (استونیایی: Lauri Einer؛ زادهٔ ۱ ژانویهٔ ۱۹۳۱) سیاستمدار و نماینده سابق مجلس اهل استونی است.